# Zulema González González
Zulema González González (* 8. April 1992 in Ourense) ist eine spanische Fußballschiedsrichterin.
González González leitet seit der Saison 2017/18 Spiele in der Primera División. Seit 2015 ist sie zudem Schiedsrichterin in der dritten Liga der Männer.
Seit 2019 steht sie auf der Liste der FIFA-Schiedsrichter und leitet internationale Fußballpartien, unter anderem in der Qualifikation zur Europameisterschaft 2022 in England und zur Weltmeisterschaft 2023 in Australien und Neuseeland. Bis zur ersten Hälfte der Saison 2024/25 gehörte sie zur Gruppe der UEFA-First-Category-Schiedsrichterinnen, der zweithöchsten Schiedsrichterinnen-Kategorie.